# Покровское (озеро, Северо-Двинский канал)
Покровское — озеро в России, располагается на территории Кирилловского района Вологодской области.
Площадь водной поверхности озера равняется 1,92 км². Уровень уреза воды находится на высоте 116 м над уровнем моря.
Код объекта в государственном водном реестре — 08010200311110000004066.